# 브렌던 아이크
브렌던 아이크(영어: Brendan Eich, 1961년 7월 4일 ~ )는 미국의 프로그래머이며, 프로그래밍 언어 자바스크립트의 창조자이다. 모질라 코퍼레이션에서 최고 기술 책임자를 맡았다.
2015년 11월 브라이언 본디와 브레이브 소프트웨어(영어: Brave Software)를 설립했으며 최고경영자를 맡고 있다.